# Lakshmanapura, Nanjangud
Lakshmanapura là một làng thuộc tehsil Nanjangud, huyện Mysore, bang Karnataka, Ấn Độ.